# Выборы в Палестинский законодательный совет (2006)
Выборы в Палестинский законодательный совет — парламент Палестинской автономии второго созыва состоялись 25 января 2006 года на территории Западного берега реки Иордан, сектора Газа и Восточного Иерусалима (в границах на 4 июня 1967 года).
В ПЗС избирались 132 депутата: 66 — по пропорциональной системе (по партийным спискам) при 2-процентном барьере, 66 — по мажоритарной системе в 16 одномандатных и многомандатных округах (в том числе 6 мест составляли квоты для кандидатов-христиан).
Перед выборами представители ХАМАС заявляли, что голосование нужно проводить только после полного ухода Израиля из Сектора Газа.

## Результаты выборов
|                                   |                                                      |                  |                  |                  |                      |                      |                      |            |  |  |  |  |  |  |
| Партия                            | Партия                                               | Партийные списки | Партийные списки | Партийные списки | Одномандатные округа | Одномандатные округа | Одномандатные округа | Всего мест |  |  |  |  |  |  |
| Партия                            | Партия                                               | Голосов          | %                | Мест             | Голосов              | %                    | Мест                 | Всего мест |  |  |  |  |  |  |
|                                   | Изменения и реформы                                  | 440 409          | 44,45            | 29               | 1 932 168            | 40,82                | 45                   | 74         |  |  |  |  |  |  |
|                                   | Движение национального освобождения                  | 410 554          | 41,43            | 28               | 1 684 441            | 35,58                | 17                   | 45         |  |  |  |  |  |  |
|                                   | Мученик Абу Али Мустафа                              | 42 101           | 4,25             | 3                | 140 074              | 2,96                 | 0                    | 3          |  |  |  |  |  |  |
|                                   | Альтернатива                                         | 28 973           | 2,92             | 2                | 8216                 | 0,17                 | 0                    | 2          |  |  |  |  |  |  |
|                                   | Независимая Палестина                                | 26 909           | 2,72             | 2                |                      |                      |                      | 2          |  |  |  |  |  |  |
|                                   | Третий путь                                          | 23 862           | 2,41             | 2                |                      |                      |                      | 2          |  |  |  |  |  |  |
|                                   | Свобода и социальная справедливость                  | 7127             | 0,72             | 0                | 8821                 | 0,19                 | 0                    | 0          |  |  |  |  |  |  |
|                                   | Свобода и независимость                              | 4398             | 0,44             | 0                | 3446                 | 0,07                 | 0                    | 0          |  |  |  |  |  |  |
|                                   | Мученик Абу аль-Аббас                                | 3011             | 0,30             | 0                |                      |                      |                      | 0          |  |  |  |  |  |  |
|                                   | Национальная коалиция за справедливость и демократию | 1806             | 0,18             | 0                |                      |                      |                      | 0          |  |  |  |  |  |  |
|                                   | Палестинская справедливость                          | 1723             | 0,17             | 0                |                      |                      |                      | 0          |  |  |  |  |  |  |
|                                   | Палестинский демократический союз                    |                  |                  |                  | 3,257                | 0,07                 | 0                    | 0          |  |  |  |  |  |  |
|                                   | Независимые кандидаты                                |                  |                  |                  | 953 465              | 20,14                | 4                    | 4          |  |  |  |  |  |  |
| Общая информация                  |                                                      |                  |                  |                  |                      |                      |                      |            |  |  |  |  |  |  |
| Действительных бюллетеней         | Действительных бюллетеней                            | 990 873          | 95,05            |                  | 1 000 246            | 95,95                |                      |            |  |  |  |  |  |  |
| Недействительных бюллетеней       | Недействительных бюллетеней                          | 29 864           | 2,86             |                  | 31 285               | 3,00                 |                      |            |  |  |  |  |  |  |
| Пустых бюллетеней                 | Пустых бюллетеней                                    | 21 687           | 2,08             |                  | 10 893               | 1,04                 |                      |            |  |  |  |  |  |  |
| Всего                             | Всего                                                | 1 042 424        | 100,00           | 66               | 1 042 424            | 100,00               | 66                   | 132        |  |  |  |  |  |  |
| Зарегистрировано избирателей/явка | Зарегистрировано избирателей/явка                    | 1 350 655        | 77,18            |                  | 1 350 655            | 77,18                |                      |            |  |  |  |  |  |  |
| Источник:                         |                                                      |                  |                  |                  |                      |                      |                      |            |  |  |  |  |  |  |

### Состав избранных депутатов[2]

#### Хамас
1. Исмаил Абдель Салам Ахмад Хания
2. Мухаммад Махмуд Хасан Абу Тир
3. Джамиля Абдалла Таха аш-Шанти
4. «Мухаммад Джамаль» Нуман Омран Ала ад-Дин
5. Ясир Дауд Сулейман Мансур
6. Халиль Муса Халиль Рабаи
7. Худа Наим Мохаммад аль-Кринауи
8. Махмуд Ахмед Абдеррахман ар-Рамахи
9. Махмуд Халед аз-Захар
10. Абд аль-Фатах Хасан Абдель Рахман Духан
11. Ибрагим Мохаммад Салех Дахбур
12. Марьям Махмуд Хасан Салех
13. Фатхи Мохаммед Али Курауи
14. Анвар Мохаммед Абдель Рахман аз-Збун
15. Имад Махмуд Раджих Нуфаль
16. Умар Махмуд Матар Матар
17. Муна Салум Салех Мансур
18. Яхья Абдель Азиз Мухаммед аль-Абадса
19. «Мухаммад Махер» Юсиф МОхаммед Бадир
20. Айман Хусейн Амин Дарагмэ
21. Фатхи Ахмед Мухаммед Хамад
22. Марьям Мохаммед Юсиф Фарахат (Умм Нидаль)
23. Саид Салем Саид Абу Мусамэ
24. Марван Мохаммед Аиш Абу Рас
25. Самира Абдалла Абде Рахим Халайка
26. Джамаль Исмаил Хашим Искайк
27. Али Салем Сальман Руманин
28. Ахмад Юсиф Ахмад Абу Халабия
29. Абд аль-Джабир Мустафа Абд аль-Джабир Фукахай

#### Фатх
1. Марван Хасиб Хусейн Баргути (в изр. тюрьме)
2. Мухаммад Ибрагим Абу Али Ятта
3. Интисар Мустафа Махмуд аль-Вазир
4. Набиль Али Рашид Шаат (вице-премьер, министр информации)
5. Хакам Омар Асаад Балауи
6. Абдулла Мохаммад Ибрагим Абдулла
7. Наджат Омар Садк Абу Бакир
8. Раджаль Махмуд Сулейман Баракэ
9. Ибрагим Али Ибрагим аль-Масдар
10. Рабиха Тэйяб Хусейн Хамдан
11. Мухаммад Халиль Халиль аль-Лахам
12. Джамаль Мохаммад Махмуд Абу ар-Руб
13. Сахар Фахар Дауд аль-Кавасми
14. Маджид Мохаммад Ахмад Абу Шамалэ
15. Файсал Мохаммад Али Абу Шахла
16. Иса Ахмад Абдель Хамид Каракий
17. Сихам Адель Юсеф Табит
18. Насир Джамиль Мохаммад Джумаа
19. Ала ад-Дин Мохаммад Абд Рабо Ягхи
20. Абд ар-Рахим Махмуд Абд ар-Рахим Бурхум
21. Джамаль Абдель Хамид Мохаммед аль-Хадж
22. Наджат Ахмад Али аль-Асталь
23. Джихад Мохаммад Абд ар-Рахман Тамлия
24. Джихад Авадалла Хамад Абу Знайд
25. Акрам Мохаммад Али аль-Хаймуни
26. Джамаль Мустафа Иса Хуэйл
27. Наима Мохаммад Мохаммад Иса аш-Шейх Али
28. Абдель Хамид Джума Юсиф аль-Айла

#### Народный фронт освобождения Палестины
1. Ахмед Саадат Юсиф Абдель Расуль (в изр. тюрьме)
2. Джамиль Мохаммад Исмаил аль-Мадждалауи
3. Халида Канан Мохаммад Джаррар

#### Альтернатива
1. Каис Камаль Абдель Карим Хадир
2. Басам Ахмед Омар Салхи

#### Независимая Палестина
1. Мустафа Камель Мустафа Баргути
2. Равия Рашад Саид Шауа

#### Третий путь
1. Салям Халед Абдалла Файяд (министр финансов)
2. Ханан Дауд Халиль Ашрауи

### Мажоритарные округа[3][4]

#### Восточный Иерусалим
(6 мест, в том числе 2 — христ. квота, 39 кандидатов)
1. Ибрагим Саид Хасан Абу Салем (Хамас) — 15 337
2. Мухаммад Умран Салех Тута (Абу Муат) (Хамас) — 14 540
3. Ваиль Мухаммад Абдель Фаттах Абд ар-Рахман аль-Хусейни (Хамас) — 14 183
4. Ахмад Мохаммад Ахмад Атун (Абу Муждахид) (Хамас) — 14 084

12. Имиль Муса Басиль Джарджуи (ФАТХ — хр.) — 4 552 

14. Ививан Закария Абдалла Сабилла (Бернард Сабилла, Абу Закария) (ФАТХ — хр.) — 4 035

#### Дженин
(4 места, 32 кандидата)
1. Халид Абед Абдулла Яхья (Халид Саид Яхья Абу Хамам) (Хамас) — 30 863
2. Азам Наджиб Мустафа аль-Ахмад (ФАТХ) — 29 249
3. Халид Сулейман Фаиз Абу Хасан (Хамас) — 28 025
4. Шами Юсуф Мохаммад аш-Шами (ФАТХ) — 27 040

#### Тулькарм
(3 места, 17 кандидатов)
1. Хасан Абдель Фаттах Абдель Халим Хурайши (нез.) — 21 179
2. Абд ар-Рахман Фахми Абд ар-Рахман Зидан (Абу Анас) (Хамас) — 20 407
3. Райяд Махмуд Саид Рэдад ас-Седауи (Хамас) — 20 272

#### Тубас
(1 место, 9 кандидатов)
1. Халид Хамад Хамид Абу Тус (Хамас) — 5 784

#### Наблус
(6 мест, 30 кандидатов)
1. Ахмад аль-Хадж Али Ахмад Ахмад (Хамас) — 44 957
2. Хамид Сулейман Джабиль Худейр аль-Битауи (Хамас) — 43 789
3. Махмуд Осман Рагиб аль-Алюль (Абу Джихад) (ФАТХ) — 39 746
4. Рияд Али Мустафа Али (Хамас) — 39 106
5. Хусни Мохаммад Ахмад Бурини Ясин (Хамас) — 39 056
6. Дауд Камаль Дауд Абу Сир (Хамас) — 36 877

#### Калькилия
(2 места, 10 кандидатов)
1. Валид Махмуд Мохаммад Асаф (ФАТХ) — 14 049
2. Ахмад Хаззаа Ибрагим Шраим (Абу Хаззаа) (ФАТХ) — 12 900

#### Сальфит
(7 мест, 11 кандидатов)
1. Насир Абдалла Оде Абдель Джавад (Абу Уэйс) (Хамас) — 6 762

#### Рамалла
(5 мест, в том числе 1 — христ. квота, 34 кандидата)
1. Хасан Юсиф Дауд Дар Халиль (Абу Мусаб) (Хамас) (в изр. тюрьме) — 37 306
2. Фадиль Мохаммад Салех Хамдан (Хамас) — 33 594
3. Ахмад Абдель Азиз Салех Мубарак (Абу Малик) (Хамас) — 33 133
4. Махмуд Ибрагим Махмуд Муслех (Хамас) — 30 825

8. Мухейб Саламэ Абдалла Саламэ (Махиб Аввад) (ФАТХ — хр.) — 22 834

#### Иерихон
(1 место, 5 кандидатов)
1. Саиб Мохаммад Салех Арикат (ФАТХ) — 6 717

#### Вифлеем
(4 места, в том числе 2 — христ. квота, 32 кандидата)
1. Халид Ибрагим Тафиш Дуэйб (Хамас) — 17 268
2. Махмуд Дауд Махмуд аль-Хатиб (Хамас) — 15 869

6. Фуад Карим Салиба Кукали (Абу Кусай) (ФАТХ — хр.) — 8 636 

7. Файиз Антон Ильяс ас-Сака (ФАТХ — хр.) — 8 340

#### Хеврон
(9 мест, 46 кандидатов)
1. Наиф Махмуд Раджуб (Хамас) — 59 885
2. Самир Салех аль-Кади (Хамас) — 59 841
3. Азиз Салем Мустафа Дуэйк (Хамас) — 55 649
4. Аззам Нуман Абд ар-Рахман Сальхаб (Хамас) — 53 720 (56 месяцев провёл в израильской тюрьме без предъявления обвинений, освобождён 8.09.2010 [5])
5. Мухаммад Мутлек Абу Джайша (Хамас) — 52 027
6. Низар Абдель Азиз Абдель Хамид Рамадан (Хамас) — 51 891 (19.03.2009 — 8.09.2010 в израильской тюрьме)
7. Хатим Рабах Кфайши (Хамас) — 50 485
8. Басим Ахмад Заарир (Абу Ахмад) (Хамас) — 49 236
9. Мухаммад Исмаил аль-Таль (Хамас) — 47 353

#### Северная Газа
(5 мест, 27 кандидатов)
1. Юсиф Авад Юсиф аш-Шарафи (Абу Мохаммад) (Хамас) — 37 106
2. Мушир Омар Хамис Шихаб аль-Хабл (Мушир аль-Масри) (Хамас) — 34 560
3. Мухаммед Абед Хади Абд ар-Рахман Шехаб (Абу аль-Абед) (Хамас) — 33 223
4. Атиф Ибрагим Мохаммад Идуан (Хамас) — 33 102
5. Исмаил Абдель Латиф аль-Ашкар (Абу Ашраф) (Хамас) — 32 030

#### Газа
(8 мест, в том числе 1 — христ. квота, 49 кандидатов)
1. Саид Мохаммад Сайям (Абу Мусаб) (Хамас) — 75 880
2. Ахмад Мохаммад Бахар (Абу Акрам) (Хамас) — 73 988
3. Халиль Исмаил аль-Хайя (Абу Усама) (Хамас) — 73 313
4. Мухаммад Фарадж Махмуд эль-Гуль (Хамас) — 71 492
5. Джамаль Талаб Мухаммад Салех Нассар (Хамас) — 69 856
6. Джамаль Наджи Шихада аль-Худари (нез.) — 63 150
7. Зияд Махмуд Абу Амр (нез., бывший министр культуры) — 55 748
8. Хусам Фуад Якуб Камаль ат-Тауиль (нез. — хр., поддержан Хамас) — 54 961

#### Дир эль-Балах
(3 места, 18 кандидатов)
1. Абд ар-Рахман Юсеф Ахмад аль-Джамаль (Абу аль-Бараа) (Хамас) — 27 976
2. Ахмад Хасан Аввад Абу Хули (Абу Гариб) (ФАТХ) — 26 229
3. Салем Ахмад Абдель Хади Саламэ (Хамас) — 26 067

#### Хан Юнис
(5 мест, 43 кандидата)
1. Мухаммад Юсеф Шакир Дахлан (Абу Фади) (ФАТХ, министр по гражданским делам) — 38 349
2. Юнис Мохи эд-Дин Фаиз аль-Асталь (Хамас) — 37 695
3. Салах Мохаммад Ибрагим аль-Бардавэйл (Хамас) — 33 746
4. Хамис Джаужат Хамис ан-Наджар (Хамас) — 33 307
5. Суфьян Абдулла Юсеф аль-Ага (Маждид аль-Ага Суфьян) (ФАТХ) — 32 964

#### Рафах
(3 места, 12 кандидатов)
1. Мухаммад Сулейман Муса Хиджази (Абу Хиджази) (ФАТХ) — 28 527
2. Ашраф Мустафа Мохаммад Джума (Абу Мустафа) (ФАТХ) — 28 089
3. Ридуан Саид Сулейман аль-Ахрас (Абу Мохаммад) (ФАТХ) — 26 759

Итого по округам:
- «Изменения и реформы» (ХАМАС) — 45 мест
- Движение ФАТХ — 17 мест
- Независимые кандидаты — 4 места

## Победа Хамас
На выборах в Палестинский законодательный совет второго созыва кандидаты радикального исламистского движения «Хамас» выступали как список «Изменения и реформы» (قائمة التغيير والإصلاح) — поскольку не могли агитировать в Восточном Иерусалиме под собственным названием. Список возглавляли Исмаил Абдель Салам Ахмед Хания, Мохаммед Махмуд Хасан Абу-Тир, Джамиля Абдалла Таха аш-Шанти. Ещё один лидер «Хамас» Махмуд аз-Захар шёл в списке под 9-м номером
Утром 26 января, не дожидаясь оглашения официальных итогов, палестинское правительство, представляющее «Фатх», подало в отставку.
Центральная избирательная комиссия Палестинской автономии огласила официальные итоги выборов. Движение «Хамас» получило 74 мандата в 132-местном парламенте, в то время, как правящая партия ФАТХ — лишь 45. При голосовании по многомандатным округам, в рамках которого избиралась половина депутатов, «Хамас» получил три четверти голосов. При голосовании по общепартийным спискам «Хамас» также несколько опередил правящую партию.
Экстремистские сторонники «Хамас» в Рамалле, не дожидаясь оглашения результатов выборов, выгнали из здания парламента сторонников «Фатха» и водрузили над ним зелёное исламское знамя.
Обозреватели отмечают, что своей победой «Хамас» обязан сплочённости своих рядов и тщательно продуманной предвыборной кампании. Во-первых, представители «Хамас», уже год работающие в местных советах, продемонстрировали умение решать социальные проблемы. Во-вторых, «Хамас» пообещал бороться с коррупцией, которая в глазах многих палестинцев связывается с правившей партией — «Фатх». В-третьих, «Хамас» попытался сменить свой имидж воинственного радикализма и показать себя как конструктивную политическую силу, которая, с одной стороны, выступает за вооружённую борьбу с Израилем, а с другой, не исключает возможности переговоров с ним.
Что же касается «Фатх», то эта партия подошла к выборам расколотой внутренним конфликтом между «старой гвардией» — руководителями, вернувшимися в Палестину в 1993 году из Туниса вместе с Ясиром Арафатом, и молодыми лидерами, уроженцами Газы и Западного берега, которых возглавляет Марван Баргути.
После победы основной целью лидеров «Хамаса» стало продемонстрировать, что они не террористы, а легитимная власть автономии. Их соперники — партия ФАТХ — категорически отказываются войти в правительство национального единства и намерены стать конструктивной оппозицией исламистам.
Одним из главных вопросов, связанных с победой «Хамас», стала судьба палестинских служб безопасности. Согласно существующему законодательству, контроль над ними осуществляет министр внутренних дел. Сохранение этого положения не устраивает ни президента автономии Махмуда Аббаса, ни самих руководителей и сотрудников палестинских спецслужб, которые в течение многих лет враждуют с «Хамас» и в основном поддерживают ФАТХ.
28 января Махмуд Аббас на экстренном совещании руководителей палестинских силовых структур, в попытке остановить растущую панику, заявил, что он остаётся главнокомандующим палестинскими силами безопасности.
Подконтрольные ФАТХ службы безопасности насчитывают более 50 тыс. сотрудников; боевое крыло «Хамаса» — «Бригады Изз ад-Дина аль-Кассама» — лишь несколько тысяч. Руководитель политбюро «Хамас» Халед Машаль уже предложил провести реформу служб безопасности, в ходе которой «Бригады Изз ад-Дина аль-Кассама» войдут в существующие силовые структуры.
16 февраля «Хамас» выдвинула на пост премьер-министра кандидатуру Исмаила Хании — первого номера в избирательном списке движения на парламентских выборах.
21 февраля 2006 президент ПНА Махмуд Аббас поручил Хании сформировать новое правительство.
25 февраля Исмаил Хания заявил в интервью газете «Вашингтон Пост», что «Хамас» проведёт ревизию соглашений с Израилем и будет придерживаться лишь тех из них, которые «отвечают интересам палестинского народа» — тех договорённостей, которые гарантируют создание палестинского государства в границах 1967 года со столицей в Иерусалиме, а также соглашений, предусматривающих освобождение палестинских заключённых.
Двадцать восемь избранных депутатов и министров от движения «Хамас» содержатся в построенной несколько лет назад тюрьме «Офер» для палестинских экстремистов вблизи Иерусалима. Впоследствии, в 2007 году итоги выборов стали основой конфликта между ХАМАС и ФАТХ, и последующей узурпации власти ХАМАС.

### Санкции
В отношении Палестинского законодательного совета и членом ХАМАС, избравшихся в него, были введены санкции со стороны Ближневосточного квартета и Израиля. Израиль выпустил заявление о том, что не позволит лидерам ХАМАС и только что избранным депутатам законодательного совета перемещаться между Сектором Газа и западным берегом реки Иордан.

### Международная реакция
Российский президент Владимир Путин 9 февраля 2006 сообщил о намерении пригласить руководство группировки «Хамас» в Москву на переговоры. Он заявил, что Россия «никогда не признавала „Хамас“ в качестве террористической организации», и призвал признать, что «„Хамас“ пришла к власти в Палестинской автономии в результате демократических легитимных выборов, и нужно уважать выбор палестинского народа». Предложение лидерам «Хамас» посетить Москву вызвало неоднозначную реакцию в мире.
Госсекретарь США Кандолиза Райс заявила, что «Соединенные Штаты хотят, чтобы другие страны прекратили помощь палестинскому правительству, возглавляемому ХАМАС, а также исключают любую финансовую помощь правительству ХАМАС со стороны США.
С одобрением предложения В. В. Путина выступила Франция. 14 февраля приглашение «Хамаса» в Москву поддержал премьер-министр Франции Доминик де Вильпен: «Международное сообщество должно учитывать демократический выбор, сделанный палестинским народом, и пытаться как можно быстрее войти в логику мирного диалога с „Хамас“».
15 февраля глава МИД РФ Сергей Лавров призвал партнёров по ближневосточному «квартету» признать необходимость вовлечения «Хамаса» в политический процесс, но подчеркнул, что, не согласившись взять курс на примирение с Израилем, группировка не сможет рассчитывать на международное признание.
28 февраля глава МИД Австрии (на тот момент возглавлявшей ЕС) Урсула Плассник сообщила: «Мы откровенно сказали российскому коллеге, что твердо остаёмся на позициях, заявленных „квартетом“. Пока Евросоюз не планирует контактов с „Хамас“. Эти условия должны выполнять все члены „квартета“, в том числе и Россия».
3 марта помощник госсекретаря США по вопросам Ближнего Востока Дэвид Велч призвал «не строить никаких контактов с этим движением, так как, по нашему мнению, сейчас необходимо действовать при помощи изоляции и давления».
Делегация движения «Хамас» во главе с председателем политбюро Халедом Машалем прибыла в Москву 3 марта 2006 г. Уже в аэропорту Халед Машаль предупредил, что выполнять главное требование России и Запада — признавать Израиль — «Хамас» не собирается.
Для «Хамаса» сам факт визита в Москву и проведения переговоров изначально был намного важнее, чем достижение какого-либо результата. Российская сторона, похоже, также это понимала, поэтому самым высокопоставленным российским представителем на встрече стал глава МИДа Сергей Лавров. Он призвал «Хамас» к реформам, переходу к политической борьбе и полному отказу от силовых действий. Халед Машаль настаивал, чтобы делегацию принимал Владимир Путин, но в Кремле решили принять «Хамас» только в том случае, если в ходе переговоров будет достигнут некий прорыв.
Российская сторона ещё до переговоров отказалась от планировавшейся поставки в Палестину военно-транспортных вертолётов для высшего палестинского руководства и 50 бронетранспортёров БТР для палестинских спецслужб, заявив, что вначале надо получить согласие Израиля. В то же время Россия предоставит «Хамас» финансовую помощь в размере 10 млн долларов.
11 апреля в ПАСЕ был представлен доклад о ситуации на Ближнем Востоке. Франция, однако, отказала во въездных визах палестинской делегации от ПЗС, приглашённой в Страсбург Советом Европы. Проект резолюции ПАСЕ требовал от палестинцев признать Государство Израиль и заявить о своей поддержке ближневосточного мирного процесса, предусмотренного соглашениями Осло, и осудить террористические акты. Израилю предложено прекратить военные действия и внесудебные казни членов палестинских боевых экстремистских организаций, прекратить строительство еврейских поселений на оккупированных палестинских территориях и пересмотреть свою позицию в отношении сооружения разделительной стены между Израилем и ПНА, учитывая решение Международного суда по этому поводу.
В начале апреля США и Евросоюз заявили о прекращении финансовой помощи Палестине (которая составляла несколько миллиардов долларов в год), поскольку «Хамас» так и не отказался от террористических методов борьбы и не признал право Израиля на существование. Израиль, со своей стороны, заморозил ежемесячное перечисление Палестине 50 млн долларов и заявил о намерении прекратить контакты со всеми зарубежными официальными лицами, которые поддерживают отношения с палестинскими чиновниками.
Генеральный секретарь ООН Кофи Аннан в начале апреля дал понять, что контакты ООН с ПНА будут ограничены до тех пор, пока правительство «Хамас» не откажется от терроризма и не признает Израиль.
Министерство финансов США ввело запрет для американских компаний и частных лиц на ведение каких-либо финансовых операций с Палестиной.
Несмотря на это, «Хамас» отказался принять инициативу Лиги арабских государств, призвавшей палестинское правительство заключить мир с Израилем, если он вернётся к границам 1967 года. Глава МИД ПНА Махмуд Аз-Захар заявил, что заключение мира с Израилем идет вразрез с целями «Хамас».
Тем временем в поисках новых источников финансовой помощи председатель политбюро «Хамас» Халед Машаль посетил Иран и Йемен (в Йемене он встретился с шейхом абд аль-Маджидом аль-Зинданом, которого США называют финансистом «Аль-Каиды»).
11 апреля глава российского МИДа Сергей Лавров заявил, что финансовый бойкот ПНА является ошибкой: «Нужно искать пути, которые позволили бы оказывать содействие палестинцам транспарентно, проверяемо на цели жизнеобеспечения палестинских территорий, на цели поддержания в нормальном состоянии инфраструктуры, недопущения гуманитарной катастрофы».
4 мая МИД РФ сообщил, что правительство приняло решение оказать неотложную финансовую помощь Палестинской национальной администрации в размере $10 млн, учитывая «обостряющуюся социально-экономическую и гуманитарную ситуацию на палестинских территориях». В сообщении МИД заявлено, что финансовая помощь оказана «с учётом согласованных в ближневосточном „квартете“ подходов». Средства должны расходоваться исключительно на обеспечение социальных и гуманитарных нужд палестинского населения.
19 апреля власти Иордании заявили об отмене визита в Амман главы МИД Палестины Махмуда Захара в связи с обнаружением в Иордании крупного склада оружия, принадлежащего движению «Хамас» (стрелкового автоматического оружия и боеприпасов к нему, а также взрывчатки и ракетных пусковых установок). Иордания обвинила палестинское правительство в подготовке исламистского переворота в Иордании. Здесь арестовано несколько активистов движения «Хамас», из показаний которых следует, что боевики планировали ряд терактов в иорданской столице. В «Хамас» эти обвинения отвергли, назвав их провокационными.
21 апреля французские власти отказались предоставить въездную визу министру планирования Палестины Самиру Абу Ейшеху, который хотел посетить Париж для участия в международном форуме по вопросам европейско-арабского диалога. Официальный представитель министерства иностранных дел Франции сообщил, что отказ основывается на решении Евросоюза о приостановке политических контактов с правительством Палестины вплоть до выполнения им международных требований, в частности — до отказа от насилия и признания израильского государства. При этом Франция, отказываясь от контактов с палестинским правительством, считает возможным продолжение контактов с президентом ПНА Махмудом Аббасом, который не связан с «Хамас».